# Concilio di Winchester (1076)
Il Concilio di Winchester del 1076 è stato un sinodo della Chiesa inglese convocato da Lanfranco di Canterbury il 1° aprile 1076. Nel corso del concilio furono approvati sei canoni e fu definitivamente sancita la deposizione di Æthelric II da vescovo di Selsey.

## Il contesto storico
In tutto ciò che riguardava l’ordinamento interno della chiesa il Guglielmo il Conquistatore sembrava avere lasciato nelle mani di Lanfranco sia l’iniziativa che la direzione, ma in materia di politica ecclesiastica Lanfranco seguiva semplicemente una linea tracciata dal re: nei suoi rapporti con Roma egli era ben felice di agire come ministro di un sovrano che guardava al papato con totale distacco. 
Per Guglielmo la necessità dell’aiuto papale era terminata con la deposizione di Stigand ed il riconoscimento del primato di Lanfranco; il re non aveva considerazione della pretesa di Gregorio VII al dominio universale, e la tendenza della sua politica successiva fu di enfatizzare la sua supremazia sulla chiesa inglese.
D’altro canto lo stesso Gregorio VII, quando era cardinale arcidiacono, non aveva appoggiato la richiesta di Lanfranco del riconoscimento della supremazia di Canterbury su York. Lanfranco, quindi, non fece nulla per applicare l'imposizione del celibato ecclesiastico e permise ai preti sposati di non rinunciare alle loro mogli

## Svolgimento del Concilio
Nel corso del concilio Lanfranco pronunciò un discorso con il quale tentò di provare che a Canterbury spettava il primato su Inghilterra ed Irlanda.
Il vescovo Æthelric II di Sesley fu definitivamente privato della dignità episcopale, ma con ogni probabilità fu rimesso in libertà.
Furono approvati sei canoni:
- Si proibiva ai canonici di avere mogli. I preti che vivevano nei castelli e nei villaggi non erano costretti ad allontanare la moglie, se sposati, ma si proibiva a quelli non sposati di contrarre matrimonio, ed ai vescovi di ordinare coloro che non dichiaravano di non avere moglie.
- Si proibiva di accogliere nelle diocesi chierici o monaci senza una lettera di presentazione del loro vescovo.
- Si proibiva al clero di rendere alcun servizio legato al beneficio ecclesiastico, se non quello già reso al tempo di Re Edoardo.[N 1][4]
- Si stabiliva che i laici accusati di un crimine che rifiutavano di obbedire al vescovo fossero convocati per un massimo di tre volte; se dopo la terza volta rifiutavano di fare ammenda dovevano essere scomunicati. Chi dopo la scomunica accettava la pena e si presentava al vescovo, doveva pagare una multa (definita dal diritto locale Oferhyrnesse[N 2][4] o Cahslite[N 3][4]) per ogni convocazione alla quale non si era presentato.
- Un matrimonio celebrato senza un sacerdote veniva equiparato alla fornicazione.
- Si vietava qualsiasi soppiantazione[N 4][2] di chiese.

### Esplicative
1. ↑  Nel senso di servizio secolare, come il reperimento di uomini o di armi per le guerre, o il pagamento di affitti in monete, denaro o lavoro.
2. ↑  Termine che in antico sassone significava disobbedienza o contumacia.
3. ↑  Termine che in antico sassone significava probabilmente disprezzo dell'autorità ecclesiastica.
4. ↑  "Soppiantazione di chiese" significava privarle dei loro beni con il pretesto che non potevano esibire documenti scritti che ne legittimassero il possesso, cosa che solo pochi detentori delle antiche fondazioni sassoni potevano fare.

### Bibliografiche
1. 1 2  (LA) Bodleian Library MS. Junius 121, su digital.bodleian.ox.ac.uk,  pp. 22-23. URL consultato il 24 febbraio 2024.
2. 1 2 3 4 5   Edward H. Robarts - University of Toronto, A manual of councils of the Holy Catholic church, Edinburgh : J. Grant, 1909,  p. 368. URL consultato il 24 febbraio 2024.
3. 1 2   FSCIRE - MANSI - Sacrorum conciliorum nova et amplissima collectio vol: 020 Mansi (Venetiis, ..., su mansi.fscire.it,  pp. 239-240. URL consultato il 24 febbraio 2024.
4. 1 2 3 4 5  (EN) John Johnson, https://ia800206.us.archive.org/7/items/collectionoflaws02chur/collectionoflaws02chur.pdf, in A collection of the laws and canons of the Church of England  (PDF), vol. 2, Oxford, John Henry Parker, 1851,  pp. 41-43.
5. ↑  (EN) Frank Barlow, The English Church 1000-1066, Hamden, Connecticut, Archon Books, 1963,  pp. 113-115. URL consultato il 2 marzo 2024.
6. ↑  (EN) Frank M. Stenton, Anglo-Saxon England, OUP Oxford, 7 giugno 2001,  p. 674, ISBN 978-0-19-280139-5.
7. ↑   Francesco Paolo Terlizzi, Il primato nell'Inghilterra normanna: i motivi di un conflitto (PDF), su rmoa.unina.it.
8. ↑   Paul Fargues, Histoire du Christianisme. Tome III. Le Moyen âge (de Charlemagne à la Renaissance)., Fischbacher éditeur., 1934.
9. ↑   Bishops | British History Online, su www.british-history.ac.uk. URL consultato il 26 gennaio 2025.
10. ↑  (LA) David Wilkins, https://babel.hathitrust.org/cgi/pt?id=osu.32435074901273&seq=433&q1=1076, in Concilia Magnae Britanniae et Hiberniae, A Synodo Verolamiensi A.D. CCCXLVI ad Londinensem A.D. [MDCCXVII]. Accedunt constitutiones et alia ad historiam Ecclesiae Anglicanae spectantia., vol. 1, Londra, Sumptibus R. Gosling, 1737,  pp. 365-367.
11. ↑  (EN) John Johnson, https://ia800206.us.archive.org/7/items/collectionoflaws02chur/collectionoflaws02chur.pdf, in A collection of the laws and canons of the Church of England  (PDF), vol. 2, Oxford, John Henry Parker, 1851,  pp. 41-43.